# Muhammad Nadżib
Muhammad Nadżib (Muhammad Nagib; arab. محمد نجيب, ur. 20 lutego 1901 w Chartumie, zm. 28 sierpnia 1984 w Kairze) – pierwszy prezydent Republiki Egiptu sprawujący urząd w okresie od 18 czerwca 1953 do 14 listopada 1954.

## Wczesne lata życia
Muhammad Nadżib urodził się w Chartumie, będącym wówczas częścią Sudanu Anglo-Egipskiego. Był najstarszym z dziewięciorga dzieci Joussefa Nadżiba i Zohry Ahmed Osman, która pochodziła z Sudanu. Jego ojciec był oficerem egipskiej armii. Pomimo to, nie zachęcał on swoich synów do kariery wojskowej, uważając, że armia egipska pełni rolę służącego czekającego tylko na rozkazy brytyjskich panów.
Całe swoje dzieciństwo spędził w Sudanie. Po śmierci ojca w 1916 rodzina przeniosła się do Kairu, gdzie Nadżib ukończył szkołę Gordon College. Dorabiał jako tłumacz i nauczyciel języka angielskiego.

## Służba wojskowa
W kwietniu 1917 wstąpił do Akademii Wojskowej w Egipcie, którą ukończył 23 stycznia 1918. Następnie wyjechał do Sudanu, gdzie od 19 lutego rozpoczął służbę w tym samym 17 Batalionie, w którym wcześniej służył jego ojciec. Podczas Rewolucji 1919, Nadżib wraz z grupą młodych egipskich oficerów wyjechał do Kairu i protestował, niosąc egipską flagę.
Następnie ukończył szkołę policyjną i od 28 kwietnia 1923 rozpoczął służbę w Królewskiej Gwardii w Kairze. W tym samym roku zdał maturę i rozpoczął studia językowe, zmieniając później kierunek na studia prawnicze. W trakcie studiów często był karany przez brytyjskich wykładowców za to, że krytykował rządy brytyjskie w Egipcie i Sudanie. To właśnie w tym okresie życia obrał sobie Napoleona Bonaparte jako wzór do naśladowania. Na wzór francuskiego generała sypiał na podłodze. Dorabiał jako tłumacz i nauczyciel języka angielskiego, francuskiego, włoskiego i niemieckiego. W 1924 otrzymał awans na podporucznika.
W 1927 po raz pierwszy się ożenił. W tym samym roku, jako pierwszy oficer egipskiej armii uzyskał tytuł magistra nauk politycznych i magistra prawa cywilnego. W 1931 rozpoczął studia doktoranckie, których nie ukończył. W 1931 chciał odejść z wojska, ale niespodziewany awans na kapitana sprawił, że zmienił decyzję. W 1934 został wysłany do służby w straży granicznej na półwyspie Synaj. Stacjonował w mieście Arisz. Większość jego pracy polegała na ściganiu beduińskich przemytników i pomaganie im w chorobach. W 1936 nadzorował organizację egipskiej armii w Chartumie. W 1938 odmówił udziału we wspólnych ćwiczeniach wojskowych z brytyjskimi żołnierzami.
W 1940 Nadżib otrzymał kolejny awans. Podczas uroczystości odmówił ucałowania ręki króla Faruka I, ograniczając się jedynie do podania królowi ręki. Gdy 4 lutego 1942 Brytyjczycy zmusili siłą króla Faruka do ustępstw, oburzony Nadżib wystosował list protestacyjny: „skoro armia nie została wezwana do obrony Waszej Królewskiej Mości, wstydzę się nosić ten mundur i proszę o pozwolenie na rezygnację.” Król odrzucił tę prośbę i w czerwcu 1944 awansował go na pułkownika. W 1948 został generałem brygady.
W 1948 Nadżib wziął udział w I wojnie izraelsko-arabskiej. Po wojnie Nadżib objął dowództwo Szkoły Oficerskiej w Kairze. Zdawał on sobie sprawę z licznych braków egispkiej armii. Jednocześnie w Egipcie przebywała grupa izraelskich jeńców wojennych, którzy mieli duże trudności w porozumiewaniu się. Z tego powodu w 1950 Nadżib rozpoczął naukę hebrajskiego na Akademii Wojskowej w Kairze i na Uniwersytecie w Aleksandrii.
W 1949 przystąpił do Ruchu Wolnych Oficerów. Była to grupa młodych oficerów, działających w ukryciu, którzy planowali obalić monarchię w Egipcie. 9 grudnia 1950 został awansowany na stopień generała majora.

## Pucz i prezydentura

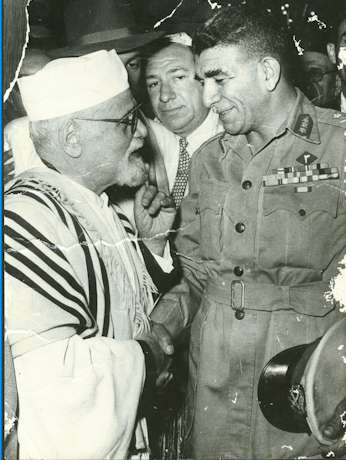
Prezydent Egiptu Muhammad Naguib odwiedza Haima Nahuma Effendiego, naczelnego rabina Egiptu, w synagodze Sha'ar Hashamayim w Kairze (1953)

23 lipca 1952 Ruch Wolnych Oficerów przeprowadził wojskowy zamach stanu i zmusił króla Faruka I do abdykacji na rzecz swego małoletniego syna Fuada II. Nadżib stał na czele Ruchu Wolnych Oficerów, nadając mu legitymizację w oczach społeczeństwa, polityków i armii. Z tego powodu został mianowany głównodowodzącym egipskiej armii.
W dniu 17 września Nadżib został premierem Egiptu i członkiem Królewskiej Rady Regencyjnej, pełniąc jednocześnie obowiązki ministra spraw wewnętrznych. 18 czerwca 1953, prawie jedenaście miesięcy od początku egipskiej rewolucji, Nadżib ogłosił koniec monarchii Egiptu i Sudanu, i utworzenie Republiki Egiptu. Równocześnie Muhammad Nadżib został pierwszym prezydentem Egiptu, zachowując funkcję premiera.
W rządzie prawie na samym początku zaczęło dochodzić do konfliktów pomiędzy Nadżibem a Gamalem Naserem. Spór dotyczył przede wszystkim celów, jakie rewolucyjny rząd powinien realizować. Nadżib popierał demokratyzację życia politycznego w państwie. Uważał, że armia powinna wycofać się z życia politycznego i ograniczyć swoją działalność jedynie do zadań obronnych. Umożliwiłoby to przywrócenie rządów cywilnych w kraju. Naser natomiast uważał, że demokracja i wycofanie armii z życia politycznego umożliwią radykalnym siłom muzułmańskim (np. Bracia Muzułmańscy) zwiększenie swoich wpływów i przejęcie w przyszłości władzy. Wpływy Nadżiba w rządzie bardzo szybko malały, aż postawiono mu ultimatum: mógł przejąć absolutną władzę, albo zrezygnować. 25 lutego 1954 ogłoszono rezygnację Nadżiba z funkcji prezydenta. Po masowych demonstracjach decyzję co prawda anulowano, ale dni Nadżiba były policzone. Stracił bowiem funkcję premiera na rzecz Nasera. W listopadzie 1954 Nadżib zrezygnował z prezydentury.

## Późniejsze życie
Po rezygnacji został osadzony w areszcie domowym w willi na przedmieściach Kairu. Został uwolniony w 1972 przez prezydenta Anwara Sadata. Zmarł w 1984 i miał wojskowy pogrzeb. W tym samym roku opublikowano jego wspomnienia pod tytułem „Byłem prezydentem Egiptu”.